# Habitus (sociologie)
Pour les articles homonymes, voir Habitus.
En sociologie, un habitus désigne une manière d'être, une allure générale, une tenue, une disposition d'esprit. Cette notion est empruntée à celle de hexis (qui signifie "état stable" ou "état durable"), développée par le philosophe grec Aristote dans son Éthique à Nicomaque et dans l'Éthique à Eudème.

## En sociologie
Dans la sociologie de Marcel Mauss, l'habitus est un principe important de sa vision de « l'homme total » qui fait elle-même écho à celle de « fait social total ». Il y perçoit un « lien » englobant des dimensions diverses d'ordre physique, psychique, social et culturel. Marcel Mauss amorce ainsi une approche multifactorielle transversale de l'homme et des faits sociaux à l'origine desquels il est.
Dans La Société des individus, ouvrage de référence en histoire sociale, Norbert Elias utilise le terme latin d'habitus pour évoquer une « empreinte » sociale laissée sur la personnalité de l'individu par les diverses configurations (systèmes d'interdépendance) au sein desquelles celui-ci agit.

## L'habitus selon Bourdieu

Espace social et pratiques sociales selon Pierre Bourdieu.

La notion d'habitus a été popularisée en France par le sociologue Pierre Bourdieu.
L'habitus est pour lui le fait de se socialiser dans un peuple traditionnel, définition qu'il résume comme un « système de dispositions réglées ». Il permet à un individu de se mouvoir dans le monde social et de l'interpréter d'une manière qui d'une part lui est propre, et d'autre part est commune aux membres des catégories sociales auxquelles il appartient.
Bourdieu développe cette notion dans la postface de l’ouvrage d’Erwin Panofsky, Architecture gothique et pensée scolastique, qu’il a traduit en 1967 pour la collection qu’il dirige aux Éditions de Minuit. Dépassant l’opposition entre les concepts de « mentalité » et de « personnalité », « Bourdieu fait de l’habitus la manifestation d’une intériorisation mentale des structures sociales ».
Le rôle des socialisations primaire (enfance, adolescence) et secondaire (âge adulte) est très important dans la structuration de l'habitus. Par le biais de cette acquisition commune de capital social, les individus d’une même classe peuvent ainsi voir leurs comportements, leurs goûts et leurs « styles de vie » se rapprocher jusqu'à créer un habitus de classe. Chacune des socialisations vécues va être incorporée (les expériences étant elles-mêmes différentes selon la classe d'origine), ce qui donnera les grilles d'interprétation pour se conduire dans le monde. L'habitus est alors la matrice des comportements individuels, et permet de rompre un déterminisme supra-individuel en montrant que le déterminisme prend appui sur les individus[réf. souhaitée]. Cet habitus influence tous les domaines de la vie (loisirs, alimentation, culture, travail, éducation, consommation, etc.).

## L'acquisition de capital social
Selon Olivier Babeau dans son livre La Tyrannie du divertissement (2023), la capacité des individus de classes supérieurs à briller dans leur milieu passe aujourd'hui en grande partie par l'acquisition de loisirs productifs par l'individu. 

## Citations
« L’habitus désigne chez Norbert Elias le « savoir social incorporé » qui se sédimente au cours du temps et façonne, telle une « seconde nature », l’identité tant individuelle que collective des membres d’un groupe humain qu’il s’agisse d’une famille, d’une entreprise, d’un parti ou d’une nation. » Termes clés de la sociologie de Norbert Elias 
« Ce qui spécifie un habitus est l'objet envisagé formellement et proprement, et non un but envisagé accidentellement et matériellement », Thomas d'Aquin, Somme Théologique. (anachronisme)
« Cette cristallisation autour du politique n'a cessé d'obscurcir la perception d'une culture - certains diraient civilisation, habitus, ou mode d'existence - originale des peuples du Bocage. » (B. Buchet.- Descendants de Chouans, Paris, Maison des sciences de l'homme, 1995, p. XIV).
« L'hexis corporelle est la mythologie politique réalisée, incorporée, devenue disposition permanente, manière durable de se tenir, de parler, de marcher, et, par là, de sentir et de penser », Pierre Bourdieu, Le Sens pratique, L1-C4, p. 117.
« [...] l'habitus est le produit du travail d'inculcation et d'appropriation nécessaire pour que ces produits de l'histoire collective que sont les structures objectives (e. g. de la langue, de l'économie, etc.) parviennent à se reproduire, sous la forme de dispositions durables, dans tous les organismes (que l'on peut, si l'on veut, appeler individus) durablement soumis aux mêmes conditionnements, donc placés dans les mêmes conditions matérielles d'existences. » Pierre Bourdieu, Esquisse d'une théorie de la pratique, p. 282.
« Les conditionnements associés à une classe particulière de conditions d’existence produisent des habitus, systèmes de dispositions durables et transposables, structures structurées prédisposées à fonctionner comme structures structurantes, c'est-à-dire en tant que principes générateurs et organisateurs de pratiques et de représentations qui peuvent être objectivement adaptées à leur but sans supposer la visée consciente des fins et la maîtrise expresse des opérations nécessaires pour les atteindre, objectivement « réglées » et « régulières » sans être en rien le produit de l’obéissance à des règles, et, étant tout cela, collectivement orchestrées sans être le produit de l’action organisatrice d’un chef d’orchestre. », Pierre Bourdieu, Le Sens pratique, Paris, Les Éditions de Minuit, 1980, 480 p. (ISBN 978-2-7073-0298-4), p. 88
L'habitus est également un thème littéraire, qu'on trouve par exemple chez Émile Zola ou Victor Hugo :

« Cosette était laide. Heureuse, elle eût peut-être été jolie. Nous avons déjà esquissé cette petite figure sombre. Cosette était maigre et blême. Elle avait près de huit ans, on lui en eût donné à peine six. Ses grands yeux enfoncés dans une sorte d’ombre profonde étaient presque éteints à force d’avoir pleuré. Les coins de sa bouche avaient cette courbe de l’angoisse habituelle, qu’on observe chez les condamnés et chez les malades désespérés. [...] Comme elle grelottait toujours, elle avait pris l’habitude de serrer ses deux genoux l’un contre l’autre.
[...]
Toute la personne de cette enfant, son allure, son attitude, le son de sa voix, ses intervalles entre un mot et l’autre, son regard, son silence, son moindre geste, exprimaient et traduisaient une seule idée : la crainte. La crainte était répandue sur elle ; elle en était pour ainsi dire couverte  ; la crainte ramenait ses coudes contre ses hanches, retirait ses talons sous ses jupes, lui faisait tenir le moins de place possible, ne lui laissait de souffle que le nécessaire, et était devenue ce qu’on pourrait appeler son habitude de corps, sans variation possible que d’augmenter. Il y avait au fond de sa prunelle un coin étonné où était la terreur. »

— Victor Hugo, Les Misérables (Deuxième partie, Livre troisième, chapitre VIII).